# Khatun
Khatun (Gökturks: 𐰴𐰍𐰣, geromaniseerd: Katun, Osmaans: خاتون, geromaniseerd: Hatun of قادین geromaniseerd: Kadın, Oezbeeks: xotin, P: خاتون khātūn; Mongools: ᠬᠠᠲᠤᠨ, khatun, хатан khatan; Urdu: خاتون, Hindi: ख़ातून khātūn; Bengaals: খাতুন; Sylheti: ꠈꠣꠔꠥꠘ; Turks: hatun; Azerbeidzjaans: xatun) is een Mongoolse vrouwelijke titel voor de Mongoolse adel en is de vrouwelijke variant van Khan. Het betekent prinses of koningin.

## Etymologie
De herkomst van het woord is onbekend, maar is waarschijnlijk afkomstig uit het Gökturks of het Sogdisch. Het woord werd veel gebruikt in middeleeuwse Perzische en Arabische teksten.

## Bekende Khatuns
- Börte, vrouw van Dzjengis Khan
- Buluqhan Khatun, vrouw van Abaqa Khan
- Bulugan, vrouw van Temür Khan
- Chabi, vrouw van Koeblai Khan
- Doquz Khatun, vrouw van Hulagu Khan
- Mandukhai, vrouw van Dayan Khan
- Oghul Ghaymish, vrouw van Güyük Khan
- Töregene Khatun, vrouw van Ögedei Khan